# Аксу (Аятский сельский округ)
Аксу (каз. Ақсу) — упразднённое село в Денисовском районе Костанайской области Казахстана. Входило в состав Аятского сельского округа. Находится примерно в 71 км к северо-западу от районного центра, села Денисовка. Код КАТО — 394037200. Упразднено в 2019 г.

## Население
В 1999 году население села составляло 270 человек (133 мужчины и 137 женщин). По данным переписи 2009 года, в селе проживало 149 человек (70 мужчин и 79 женщин).